# Fjällkattfot
Fjällkattfot (Antennaria alpina) är en växtart i familjen korgblommiga växter. Den skiljer sig från kattfot genom bruna, spetsiga holkfjäll och mera gråluddiga blad, är mycket vanlig på Sveriges och Norges fjäll och bildar en huvudsaklig del av den lågväxta hedvegetationen ovanför trädgränsen; den går i Norge ned till Telemarken, i Sverige till Härjedalen; i Finland finns den bara i de nordligaste gränstrakterna. Detta gäller dock bara den honliga plantan; av denna art är nämligen hanväxten ytterst sällsynt. Honblommorna får därför inte pollen till fröämnets befruktning, men sätter ändå mogen frukt. Denna sällsynta företeelse har fått namnet parthenogenes ("jungfrufödelse"), se även artikeln om självbefruktning. Hanplantan verkar alltså vara överflödig för denna arts fortplantning och är så att säga stadd i utdöende, ty den har mycket sällan anträffats och även visat sig ha ganska svag pollenalstring.